# Ice Challenge 2013
Ice Challenge 2013 – to międzynarodowy turniej seniorów w łyżwiarstwie figurowym w sezonie 2013/2014. Został rozegrany w dniach 19 – 24 listopada 2013 roku w austriackim Graz.
Wśród solistów triumfował Dienis Tien, natomiast w rywalizacji solistek najlepsza okazała się Courtney Hicks. Spośród par sportowych najlepsi byli  reprezentujący Stanów Zjednoczonych Gretchen Donlan i Andrew Speroff. Tytuł w rywalizacji par tanecznych wywalczyli Anastasia Cannuscio i Colin McManus ze Stanów Zjednoczonych.

## Wyniki

### Soliści
| Pozycja | Zawodnicy           | Punkty | SP | SP    | FS | FS     |
| ------- | ------------------- | ------ | -- | ----- | -- | ------ |
| 1       | Dienis Ten          | 261.38 | 1  | 88.19 | 1  | 173.19 |
| 2       | Viktor Pfeifer      | 198.41 | 3  | 64.32 | 2  | 134.09 |
| 3       | Gordiej Gorszkow    | 194.23 | 2  | 66.56 | 4  | 127.67 |
| 4       | Justus Strid        | 184.06 | 5  | 52.19 | 3  | 131.87 |
| 5       | Władysław Sezganow  | 178.86 | 7  | 51.56 | 5  | 127.30 |
| 6       | Petr Coufal         | 178.06 | 4  | 60.18 | 6  | 117.88 |
| 7       | Simon Hocquaux      | 153.19 | 8  | 49.84 | 7  | 103.35 |
| 8       | Kristóf Forgó       | 150.71 | 11 | 48.79 | 8  | 101.92 |
| 9       | Severin Kiefer      | 149.93 | 10 | 48.95 | 9  | 100.98 |
| 10      | Valtter Virtanen    | 149.81 | 6  | 51.72 | 11 | 98.09  |
| 11      | Slavik Hayrapetuan  | 148.25 | 12 | 47.39 | 10 | 100.86 |
| 12      | Manuel Koll         | 140.15 | 13 | 44.36 | 12 | 95.79  |
| 13      | Mario-Rafael Ionian | 137.66 | 9  | 49.22 | 13 | 88.44  |
| 14      | Gaylor Lavoisier    | 122.63 | 14 | 41.95 | 14 | 80.68  |
| 15      | Luis Hernandez Olea | 118.76 | 15 | 39.49 | 16 | 79.27  |
| 16      | Sargis Hayrapetuan  | 116.57 | 16 | 36.74 | 15 | 79.83  |
| WD      | Franz Streubel      |        |    |       |    |        |

### Solistki
| Pozycja | Zawodnicy           | Punkty | SP | SP    | FS | FS     |
| ------- | ------------------- | ------ | -- | ----- | -- | ------ |
| 1       | Courtney Hicks      | 166.33 | 2  | 56.26 | 1  | 110.07 |
| 2       | Miki Andō           | 150.90 | 1  | 56.78 | 2  | 94.12  |
| 3       | Nicole Rajičová     | 137.81 | 5  | 48.19 | 3  | 89.62  |
| 4       | Roberta Rodeghiero  | 129.56 | 7  | 44.35 | 4  | 85.21  |
| 5       | Anita Madsen        | 128.78 | 3  | 49.76 | 6  | 79.02  |
| 6       | Daša Grm            | 125.83 | 4  | 48.29 | 7  | 77.54  |
| 7       | Miriam Ziegler      | 122.26 | 9  | 40.30 | 5  | 81.96  |
| 8       | Reyna Hamui         | 121.33 | 6  | 44.58 | 8  | 76.75  |
| 9       | Anna Ovcharova      | 116.20 | 8  | 41.40 | 11 | 74.80  |
| 10      | Michelle Couwenberg | 115.75 | 10 | 39.18 | 9  | 76.57  |
| 11      | Monika Simančíková  | 110.40 | 14 | 35.14 | 10 | 75.26  |
| 12      | Jana Coufalová      | 109.06 | 15 | 34.57 | 12 | 74.49  |
| 13      | Nika Ceric          | 108.68 | 11 | 36.48 | 13 | 72.20  |
| 14      | Nea Viiri           | 102.18 | 12 | 35.65 | 14 | 66.53  |
| 15      | Katie Powell        | 88.77  | 16 | 30.90 | 16 | 57.87  |
| 16      | Kelly Harrison      | 87.97  | 17 | 28.68 | 15 | 59.29  |
| 17      | Georgia Glastris    | 80.42  | 19 | 26.12 | 17 | 54.30  |
| 18      | Justiina Niemi      | 79.02  | 18 | 26.53 | 18 | 52.49  |
| 19      | Alina Mayer         | 75.52  | 20 | 25.60 | 19 | 49.92  |
| WD      | Kerstin Frank       |        | 13 | 35.39 |    |        |
| WD      | Christina Grill     |        |    |       |    |        |
| WD      | Victoria Kafol      |        |    |       |    |        |
| WD      | Sabrina Schulz      |        |    |       |    |        |
| WD      | Natascha Zangl      |        |    |       |    |        |
| WD      | Lena Marrocco       |        |    |       |    |        |
| WD      | Marija Artiemjewa   |        |    |       |    |        |
| WD      | Joshi Helgesson     |        |    |       |    |        |
| WD      | Linnea Mellgren     |        |    |       |    |        |

### Pary sportowe
| Pozycja | Zawodnicy                         | Punkty | SP | SP    | FS | FS     |
| ------- | --------------------------------- | ------ | -- | ----- | -- | ------ |
| 1       | Gretchen Donlan / Andrew Speroff  | 162.59 | 2  | 56.03 | 1  | 106.56 |
| 2       | Maylin Wende / Daniel Wende       | 160.92 | 1  | 59.84 | 3  | 101.08 |
| 3       | Tarah Kayne / Daniel O’Shea       | 157.65 | 3  | 53.97 | 2  | 103.68 |
| 4       | Miriam Ziegler / Severin Kiefer   | 138.16 | 5  | 48.70 | 4  | 89.46  |
| 5       | Caitlin Yankowskas / Hamish Gaman | 125.72 | 6  | 44.22 | 5  | 81.50  |
| WD      | Marie Vartmann / Aaron Van Cleave |        | 4  | 50.71 |    |        |

### Pary taneczne
| Pozycja | Zawodnicy                                    | Punkty | SP | SP    | FS | FS    |
| ------- | -------------------------------------------- | ------ | -- | ----- | -- | ----- |
| 1       | Anastasia Cannuscio / Colin McManus          | 142.33 | 2  | 53.99 | 1  | 88.34 |
| 2       | Laurence Fournier Beaudry / Nikolaj Sřrensen | 139.09 | 1  | 54.40 | 3  | 84.69 |
| 3       | Tanja Kolbe / Stefano Caruso                 | 138.46 | 3  | 53.07 | 2  | 85.39 |
| 4       | Lorenza Alessandrini / Simone Vaturi         | 132.71 | 4  | 49.65 | 4  | 83.06 |
| 5       | Olesia Karmi / Max Lindholm                  | 125.77 | 6  | 47.30 | 5  | 78.47 |
| 6       | Ramona Elsener / Florian Roost               | 123.42 | 7  | 45.24 | 6  | 78.18 |
| 7       | Henna Lindholm / Ossi Kanervo                | 121.67 | 5  | 49.56 | 7  | 72.11 |
| 8       | Barbora Silná / Juri Kurakin                 | 116.93 | 8  | 45.10 | 8  | 71.83 |
| 9       | Federica Bernardi / Christopher Mior         | 111.06 | 9  | 40.53 | 10 | 70.53 |
| 10      | Emi Hirai / Marien De La Asuncion            | 110.40 | 10 | 38.57 | 9  | 71.83 |
| 11      | Celia Robledo / Luis Fenero                  | 97.93  | 13 | 33.05 | 11 | 64.88 |
| 12      | Charlotte Aiken / Josh Whidborne             | 96.47  | 11 | 37.15 | 12 | 59.32 |
| 13      | Sarah Robert Sifaoui / Oleksander Liubczenko | 94.10  | 12 | 34.95 | 13 | 59.15 |
| WD      | Kira Geil / Tobias Eisenbauer                |        |    |       |    |       |
| WD      | Cecilia Törn / Jussiville Partanen           |        |    |       |    |       |
| WD      | Wałentina Rudczenko / Benjamin Allain        |        |    |       |    |       |
| WD      | Isabella Tbias / Deividas Stagniūnas         |        |    |       |    |       |